# Hartmut Rauschenbach
Hartmut Rauschenbach (* 25. August 1950) ist ein ehemaliger deutscher Fußballspieler. Für den FC Karl-Marx-Stadt spielte er von 1969 bis 1977 in der DDR-Oberliga, der höchsten Spielklasse im DDR-Fußball. Rauschenbach ist elffacher Juniorennationalspieler.

## Sportliche Laufbahn
Als Spieler der Juniorenabteilung
des FC Karl-Marx-Stadt (FCK) wurde Hartmut Rauschenbach im Herbst 1967 in den Kader der DDR-Juniorennationalmannschaft aufgenommen. Mit ihr bestritt er bis 1968 elf Länderspiele und erzielte vier Tore.
Sein erstes Pflichtspiel für die Oberligamannschaft des FCK absolvierte er am 4. Oktober 1969 im Pokalspiel gegen die 2. Mannschaft des 1. FC Magdeburg (5:3 n. V.). Sieben Tage später wirkte er schon zum ersten Mal in einem Oberligaspiel mit. In der Begegnung des 10. Spieltages der Saison 1969/70 FCK – FC Carl Zeiss Jena (1:0) stand er als Stürmer in der Mannschaft. Am Saisonende musste der FCK absteigen und spielte 1970/71 in der zweitklassigen DDR-Liga. Rauschenbach wurde erstmals für das Aufgebot der 1. Mannschaft nominiert und wurde auch in 18 von 30 Ligaspielen als Stürmer eingesetzt, bei denen er vier Tore schoss. Nach dem Wiederaufstieg schaffte er den Sprung in die Stammelf der Karl-Marx-Städter, den er bis zum April 1973 behauptete. Bis zum Oktober 1974 musste er einen 18-monatigen Wehrdienst in der Nationalen Volksarmee ableisten. Ab Dezember 1974 nahm er wieder seinen Platz in der Stammelf ein, wo er bis zum Ende der Hinrunde der Saison 1977/78 als Stürmer, gelegentlich auch im Mittelfeld, aufgeboten wurde. Sein letztes Spiel für den FC  Karl-Marx-Stadt bestritt Rauschenbach am 17. Dezember 1977 in der Oberligapartie FC Rot-Weiß Erfurt – FCK (1:0). Es war sein 114. Oberligaspiel, in denen er acht Tore erzielt hatte. Insgesamt bestritt er zwischen 1969 und 1977 150 Pflichtspiele (16 Tore) für den FCK. Gesundheitliche Gründe zwangen den 27-Jährigen, den Hochleistungssport zu beenden.
Anfang 1978 schloss sich Rauschenbach der drittklassigen Betriebssportgemeinschaft (BSG) Motor Fritz Heckert Karl-Marx-Stadt an, mit der er im Sommer 1978 Bezirksmeister wurde und in die DDR-Liga aufstieg. In den folgenden sechs DDR-Liga-Spielzeiten bis 1984 bestritt er bei den 132 ausgetragenen Punktspielen 114 Einsätze und erzielte 13 Tore. Seine Fußballerlaufbahn beendete er beim Bezirksligisten BSG Motor Zschopau.